# NGC 5373
NGC 5373 (другие обозначения — ZWG 46.14, NPM1G +05.0406, PGC 49620) — галактика в созвездии Дева.
Этот объект входит в число перечисленных в оригинальной редакции «Нового общего каталога».